# Heinrich Burmeister
Heinrich Max Elias Burmeister (* 11. Juni 1883 in Rostock; † 25. Mai 1946 im Speziallager Nr. 1 Mühlberg) war ein deutscher Reichsgerichtsrat.

## Leben
Burmeister war der Sohn des Landgerichtsdirektors und späteren Landgerichtspräsidenten Heinrich Burmeister (1832–1918) in Güstrow. Er bestand das Abitur an der Domschule Güstrow und studierte anschließend Rechtswissenschaften in Tübingen, Berlin und Rostock. 1902 wurde er Mitglied des Corps Suevia Tübingen. Burmeister bestand die erste juristische Staatsprüfung 1904 und die zweite 1908. 1913 wurde er Amtsrichter in Neustadt. 1914 kam er als Staatsanwalt an das Landgericht Rostock. 1919 wurde er dort zum Landrichter ernannt. 1923 war er bei der Reichsanwaltschaft als Hilfsrichter tätig. Im nächsten Jahr kehrte er als Landgerichtsrat nach Rostock zurück. 1926 wurde er dort Erster Staatsanwalt. 1927 wurde er zum Oberstaatsanwalt befördert. Zum Neujahrstag 1930 wurde er Landgerichtsdirektor in Rostock und am 1. Dezember 1930 Präsident des Oberlandesgerichts Rostock. Nach der Machtübertragung an die NSDAP wurde er zunächst von Justizminister Scharf im Amt belassen. Heinrich Burmeister leitete in Rostock ab 1933 auch das Erbgesundheitsobergericht Rostock. Gauleiter Hildebrandt betrieb 1934 die Abberufung Burmeisters, weil er sich nicht den Wünschen der NSDAP willfährig zeigte. Obschon sich 18 Oberlandesgerichtsrechtsanwälte für ihn verwandten, wurde er auf Grund des Kesseltreibens im November 1934 beurlaubt. Im Dezember wurde die Beurlaubung rückgängig gemacht und das Reichsjustizministerium entschied, dass Burmeister am 1. Februar 1935 an das Reichsgericht berufen wurde. Für den Oberlandesgerichtspräsidenten kam die Berufung an das Reichsgericht einer Degradierung gleich. Er war im Reichsgericht im VII. und III. Zivilsenat tätig. Am 15. Dezember 1940 beantragte er die Aufnahme in die NSDAP und wurde zum 1. Januar 1941 aufgenommen (Mitgliedsnummer 8.341.987). 1945 wurde er vom NKWD verhaftet und verstarb 1946 im Speziallager Nr. 1 Mühlberg.

## Mitgliedschaften
- 1919–1930[4] in der DNVP